# Beiboot

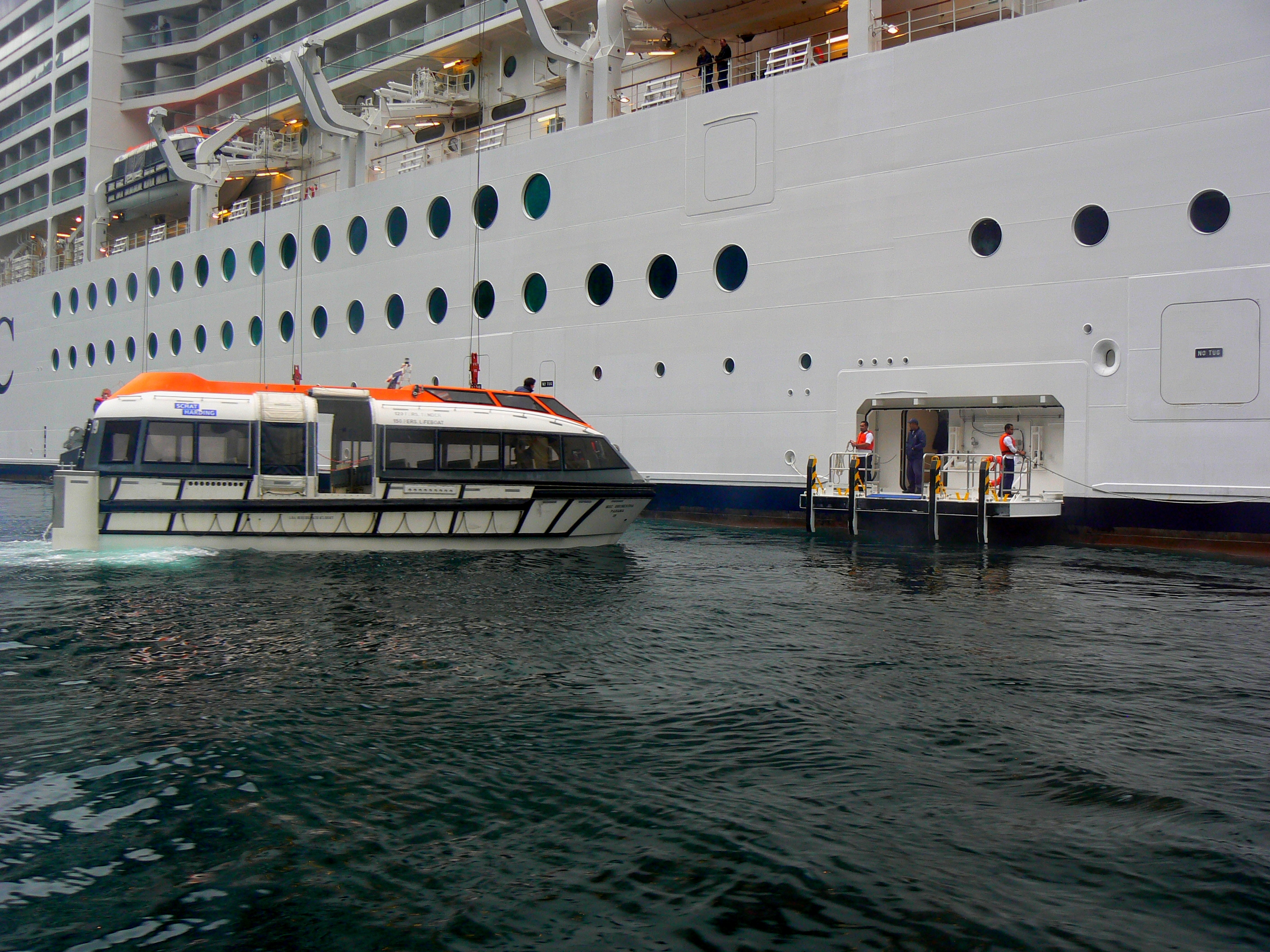
Ein Tenderboot der MSC Orchestra wird zu Wasser gelassen

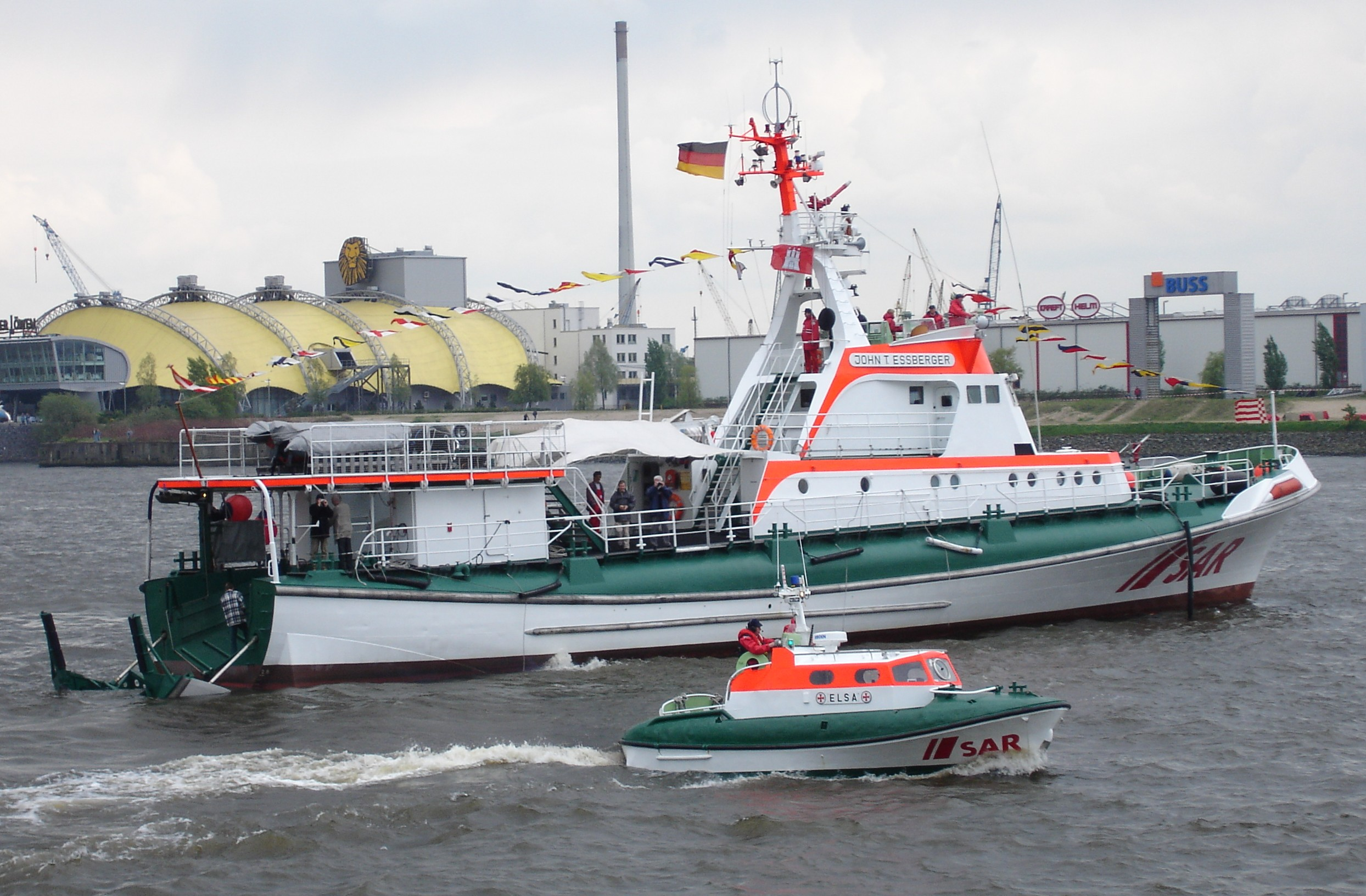
Tochterboot (vorn) des Seenotkreuzers John T. Essberger

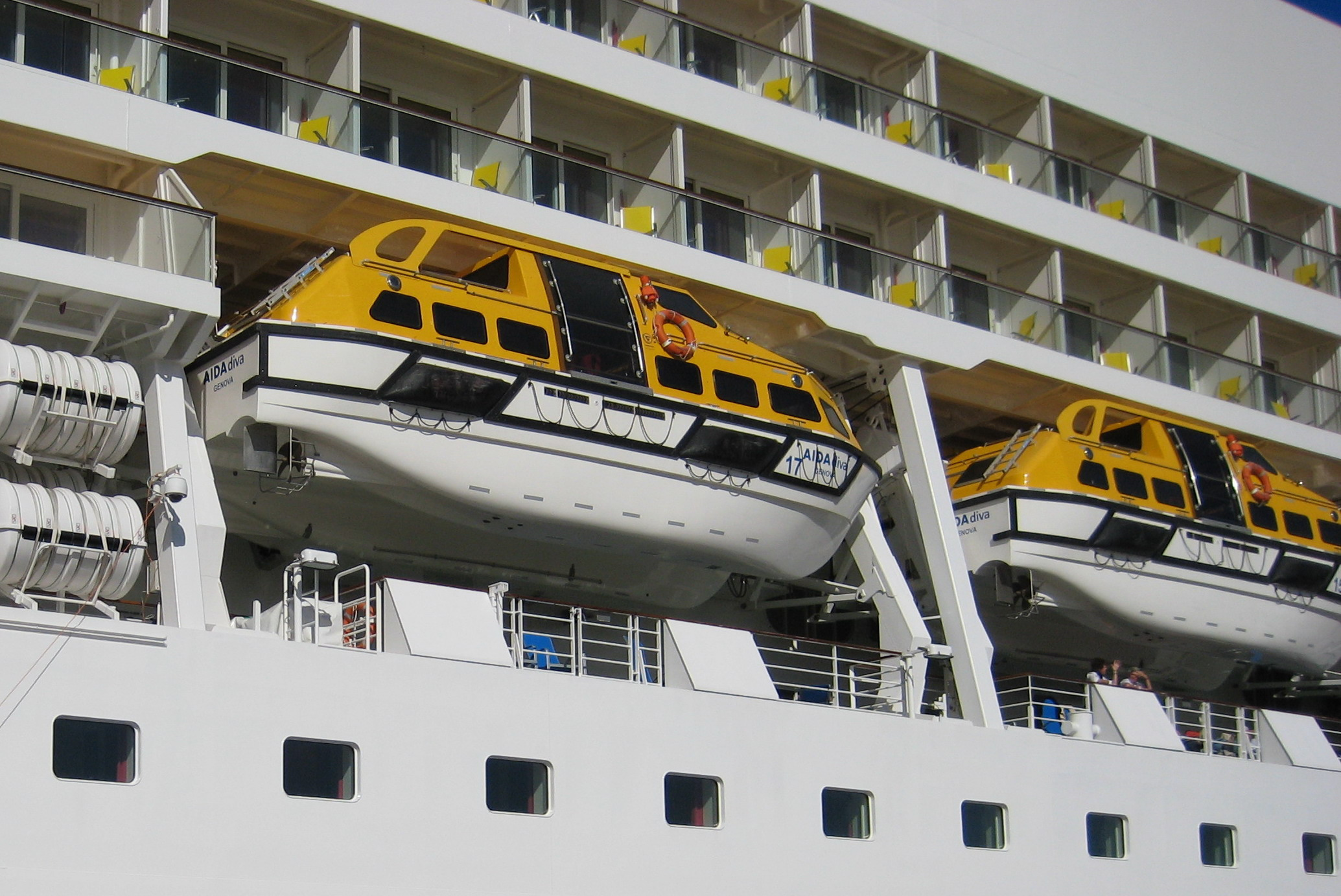
Tenderboote der AIDAdiva

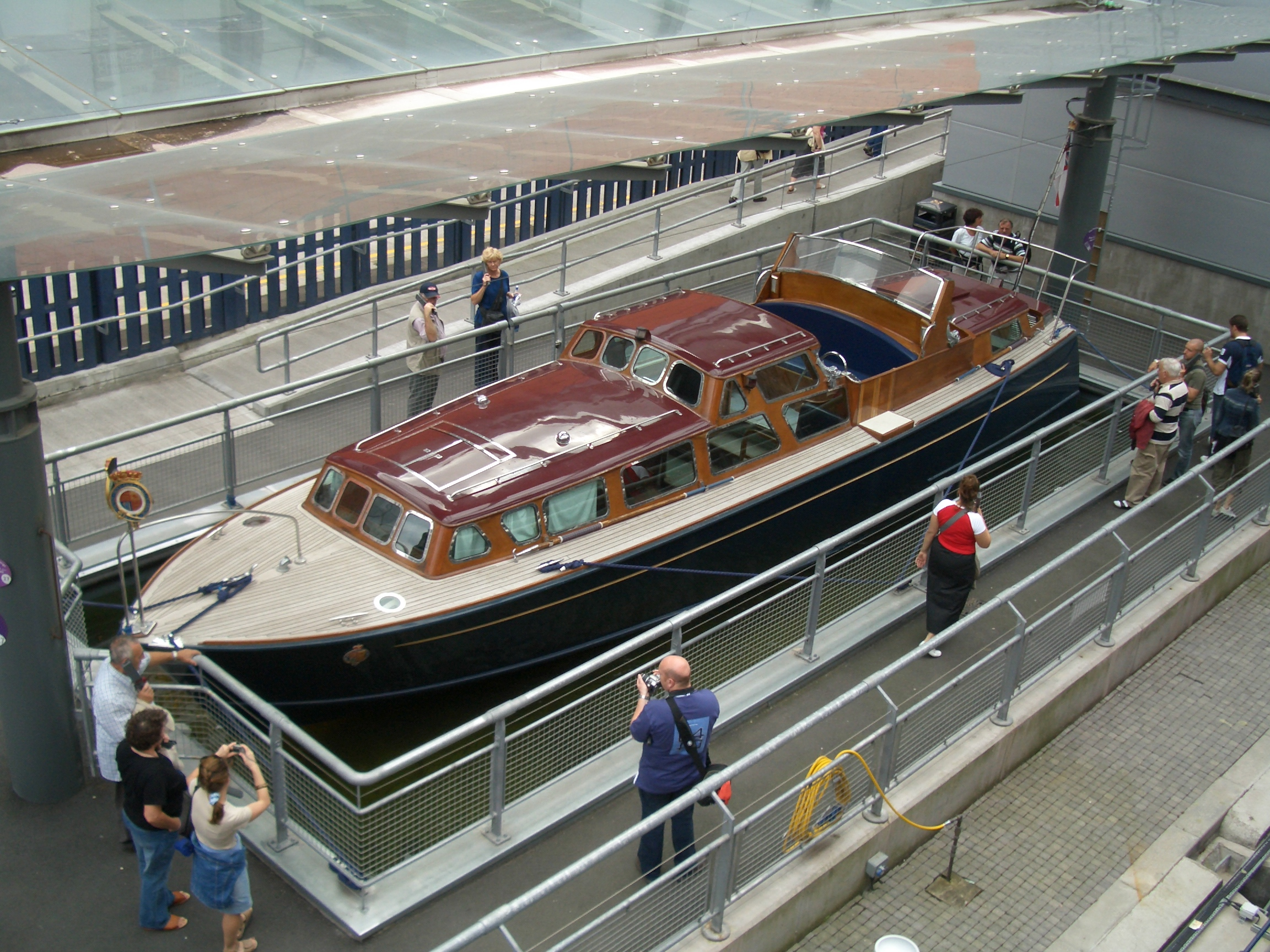
Beiboot der Britannia

Ein Beiboot ist ein Boot, das von einem größeren Wasserfahrzeug mitgeführt wird.
Beiboote dienen in erster Linie dem Übersetzen der Schiffsbesatzung, von Passagieren oder Lotsen, dem Transport von Gütern, dem Aufholen des Ankers oder der Rettung Anderer aus Seenot. Sie werden normalerweise an Deck mitgeführt, meist an Davits (Aussetzvorrichtung) längs der Bordwand. Direkt auf Deck verzurrte Boote erfordern einen größeren Aufwand für das Zu-Wasser-Lassen. Unter Umständen werden Beiboote auch geschleppt. Die meisten Beiboote sind heutzutage motorisiert.
Je nach Ausführung bzw. Verwendungszweck gibt es folgende Bezeichnungen für Beiboote:
- Dingi, ein sehr kleines Boot, meist als Schlauchboot, besonders auf Yachten.
- Moses, kleines Beiboot
- Gig, Ruderboot in der Berufsschifffahrt
- Tenderboot, ein Boot für den Transfer von Passagieren zwischen Schiff und Hafen
- Tochterboot, ein Boot, welches das Mutterschiff selbständig verlassen und wieder hineinfahren kann
- Rettungsboote zur Evakuierung des Schiffes im Seenotfall. Nicht immer sind jedoch Rettungsboote als Beiboote (oder umgekehrt) zulässig.

## Geschichte
Historisch wurden die Beiboote von Kriegsschiffen in der Reihenfolge ihrer Größe mit bestimmten Bezeichnungen belegt. Dieses System wurde im Laufe der Zeit erweitert und weiter unterteilt, z. B. mit den Zusätzen „klein“ und „groß“, zuletzt durch weitere Einteilung der einzelnen Typen in eine Reihe von Größenklassen. Diese Typen waren:
- Barkasse, größtes Beiboot
- Pinasse oder Schaluppe
- Kutter, in der Regel größtes an Davits aufgehängtes und damit für plötzliche Notfälle taugliches Beiboot
- Gig, das Boot des Kommandanten, an Davits am Schiffsheck
- Jolle, bis Ende des 19. Jahrhunderts kleinstes Beiboot
- Dingi

Vom Kutter an aufwärts konnten diese Beiboote gesegelt oder gerudert werden; die kleineren waren in der Regel nur zu rudern, die Gig wurde nie gesegelt. Später erhielten die größeren Beiboote zunächst Dampfmaschinen, dann Motoren.
Die Größe der einzelnen Boote war je nach Zeit und Größe des Schiffes verschieden. Die relativ kleine Bounty (1787 ausgerüstet) führte unter der Bezeichnung Barkasse ein Boot mit nur sieben Metern Länge; Ende des 19. Jahrhunderts war eine Barkasse mindestens 10 bis 12 Meter lang.